# スポークスパーソン
スポークスパーソン（代弁者、英語: spokesperson）は、他の誰かに代わって、話すことを仕事としている者、あるいは、その仕事に選ばれた者である。広報活動の一環として、報道機関などからの取材に対応してコメントすることが、おもな仕事である。
かつてはスポークスマン (英語: spokesman) といい、女性の場合にスポークスウーマン (英語: spokeswoman) といったが、性別を限定しないという趣旨から、スポークスパーソンや、その複数にあたるスポークスピープル (英語: spokespeople) が用いられるようになっている。

## 任務と機能
現代はメディア対応が重要になっており、組織が公表する広報は、好ましいメッセージの影響を最大化し、好ましくないメッセージの影響を最小化することが目指される。多くの組織は、最も適切なやり方・道筋で広報を行うために、ジャーナリズムやコミュニケーション学、パブリック・リレーションズ、パブリック・アフェアーズの正規の訓練を受けた、職業的専門家を雇う傾向が強まっている。メディアの取材に臨む際の心構えや立居振る舞いを予め練習しておくことを、メディア・トレーニングといい、これを受けることで取材に対して冷静で正確な情報伝達が可能になるとされる。「スポークスパーソン・トレーニング」という言い方もある。スポークスパーソンは、言葉遣いやジェスチャー、表情の造り方、心構えなど多岐にわたるスキルの習得が求められる。
商業的な広告活動においては、（例えば、マイケル・ジョーダンやボブ・ユーカーのような）地元の、あるいは、全国的なスポーツのスターなど、有名人がスポークスパーソンに選ばれることが多い。

## 責務
スポークスパーソンの仕事は、たとえ個人的な見解と食い違うことがあったとしても、個人としての証言を行なう場合とは異なり、組織の立場を忠実に代表してその主張を広めることである。スポークスパーソンとしての仕事をつとめる有名人は多い。よってスポークスパーソンは、その組織に長く勤務し経験を積んだ者か、その組織の目的を支持していることが広く知られている者が務めるのが一般的となっている。

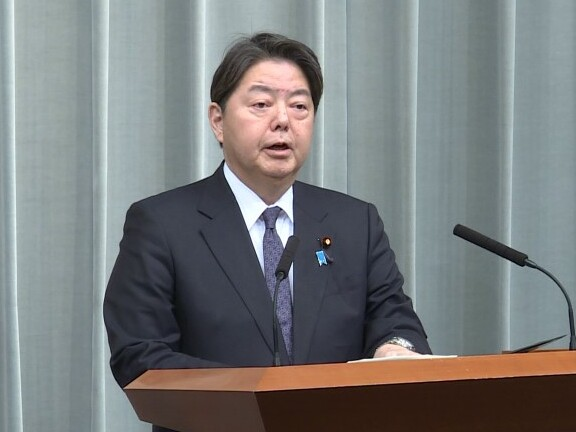
内閣のスポークスパーソンである内閣官房長官

日本では、おもに緊急事態に情報を発表する広報責任者を選任することが多く、一般的には広報部長や広報担当役員がスポークスパーソンとなる。内閣では内閣官房長官がスポークスパーソンである。静岡県危機管理部危機報道官のように、災害その他の緊急事態の発生時における一元的な報道対応を行うための役職を設けている組織もある。

## アイデンティティ
社会に対して企業を代表するのは、最高経営責任者 (CEO)、会長、社長、最高財務責任者 (CFO)、顧問や、組織外部の法律相談役などである。加えて、日常的なレベルのより定型化した告知などは、広報担当の部局や、インベスター・リレーションズ（投資家向け広報：IR）担当の部局などに委ねられ、それらの担当者がスポークスパーソンとなることもある。
素粒子物理学のコミュニティにおいて、多数の物理学者たちが共同作業にあたるような場合には、ひとりかふたりの「スポークスパーソン」を共同作業のリーダーとして選ぶ。こうした場合における「スポークスパーソン」は、共同作業を主導する科学者であり、広報担当者というわけではない。個々の共同作業においては、その都度「スポークスパーソン」の役割や責務を内部向けに決める。それに加えて、実践施設などを提供する研究所や、研究資金を提供する支援機関などとの連絡調整にあたることも多い。